# 울주 문수사 석조아미타여래좌상
울주 문수사 석조아미타여래좌상(蔚州 文殊寺 石造阿彌陀如來坐像)은 경상남도 양산시, 통도사에 있는 조선시대의 불상이다. 2006년 12월 28일 울산광역시의 유형문화재 제15호로 지정되었다.

## 개요
울산 문수사 석조아미타여래좌상은 1787년(정조 11)에 만들어진 아미타여래좌상으로, 불상의 재료는 '경주불석'이라고 알려진 흰색의 석재이다. 불상은 높이 28.3cm, 어깨너비 12.6cm, 머리높이 10.5cm, 무릎너비 15.3cm의 작은 크기로 개금된 상태이다.
얼굴은 턱 쪽으로 약간 각이 져 있으나 은은한 미소를 머금고 있다. 법의(法衣)는 여래상의 일반적인 형식과 마찬가지로 상체에는 대의를 입고 가슴을 가리는 승기지(僧祇支)와 하체에는 군의를 입었다. 두꺼운 법의 때문에 신체의 윤곽선은 감추어진 모습이다. 오른손은 오른쪽 무릎에 살며시 올리고, 엄지와 중지를 맞댄 왼손은 손바닥을 위로하여 무릎 위에 두었다.
불상에서 나온 복장(腹藏)유물은 감지발원문(甘紙發願文), 황초폭자(黃錞幅子), 열금강지방도(列金剛地方圖), 준제구자천원도(准提九字天圓圖), 팔대홍연도(八大紅蓮圖), 후령통(喉鈴筒)이 있다.
복장유물 가운데 발원문을 통하여 18세기 후반에 활동한 유명한 화사(畵師)였던 지연(指演)스님이 세상을 떠난 부모와 스승의 극락왕생을 위하여 조성하였고, 1847년 송암대원(松巖大圓)과 석암승운(石庵勝云)이 다시 개금하였음을 알 수 있다. 이 불상은 제작 연대가 명확하여, 조선후기 불교미술사 연구에 귀중한 자료이다. 현재 울산박물관에 전시되어 있다.

## 참고 자료
- 울주 문수사 석조아미타여래좌상 - 국가유산청 국가유산포털